# Open Graph Protocol

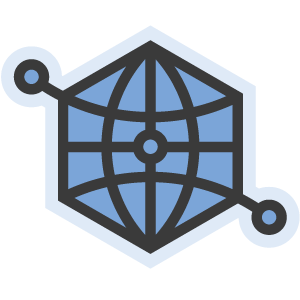
Logo du protocole Open Graph

Open Graph est un protocole créé par Facebook, qui s'inspire du Dublin Core, des Microformats, et du RDFa. Cette technologie a été créée par Facebook en 2010, puis confiée à l'Open Web Foundation (en) .

## Descriptif
Open Graph permet d'optimiser le contenu d'une page web afin que les utilisateurs puissent la partager sur les principaux réseaux sociaux Facebook, Twitter, LinkedIn... Ce protocole facilite le partage depuis un ordinateur, le navigateur d'un smartphone ou une application mobile.
Selon le site officiel, ce protocole « est utilisé sur Facebook pour permettre à une page web de bénéficier des mêmes fonctionnalités que n'importe quel autre objet sur Facebook »
Les moteurs de recherches utilisent ce protocole pour mieux comprendre le contenu d'une page web

## Balises Open Graph
Voici un exemple des balises Open Graph à utiliser:
```
<meta
 
property=
"og:title"
 
content=
"titre de l'article"
/>

<meta
 
property=
"og:type"
 
content=
"article"
/>

<meta
 
property=
"og:url"
 
content=
"http://exemple.com/exemple-titre-article"
/>

<meta
 
property=
"og:image"
 
content=
"http://exemple.com/article_thumbnail.jpg"
/>

<meta
 
property=
"og:description"
 
content=
"Cet article présente le protocole Open Graph"
/>

```